# Флексатон
Флексато́н (англ. flex-a-tone от лат. flexus ― «изогнутый» и греч. τόνος ― «напряжение» или «тон») ― ударный музыкальный инструмент, металлический идиофон с определённой высотой звучания. Запатентован в США в 1924 году.

## Конструкция
Флексатон представляет собой тонкую стальную пластинку, слегка изогнутую у концов, длиной около 180 миллиметров, шириной около 60 миллиметров у основания, сужающуюся к противоположному концу. Широкий конец пластинки неподвижно закреплён у основания проволочной рамы с рукояткой, а к узкому прикрепляются два гибких стержня, на концах каждого из которых находится металлический или деревянный шарик.

## Техника исполнения
При игре исполнитель держит флексатон в правой руке за рукоятку, большим пальцем нажимая на свободный конец пластины. При встряхивании инструмента шарики ударяются о язычок, производя звук. Высота звука регулируется нажимом большого пальца: чем сильнее изогнута пластинка, тем выше будет звук. Тембр флексатона звенящий, завывающий, в верхнем регистре ― пронзительный. Высота звука трудно поддаётся регулированию, однако при наличии определённых технических навыков возможно извлекать звуки в пределах примерно двух октав: от до первой до до третьей и выше. Среди экспериментальных приёмов игры на флексатоне ― использование вместо встроенных колотушек палочек от треугольника или ксилофона и даже скрипичного смычка.

## Использование флексатона в музыке
На первых порах своего существования флексатон использовался в джазе, однако вскоре заинтересовал и композиторов классической музыки: в своих сочинениях его применяли Артюр Онеггер («Антигона»), Эрвин Шульхоф (Первая симфония), Арнольд Шёнберг (Вариации для оркестра; оперы «С сегодня на завтра» и «Моисей и Аарон»), Дмитрий Шостакович (оперы «Нос» и «Леди Макбет Мценского уезда»), Арам Хачатурян (Концерт для фортепиано с оркестром). Несмотря на то, что широкого применения флексатон не получил, его специфический тембр иногда бывает востребован в эстрадной музыке, кино. Партии флексатона есть в сочинениях Ханса Вернера Хенце, Дьёрдя Лигети, Кшиштофа Пендерецкого, Софии Губайдулиной, Альфреда Шнитке, Сергея Слонимского и других композиторов-авангардистов.
Ноты для флексатона записываются в скрипичном ключе согласно действительному звучанию. В партитуре симфонического оркестра партия флексатона обычно пишется под партией трубчатых колоколов, над партией треугольника (в зависимости от того, как ударные инструменты сгруппированы по исполнителям, положение той или иной партии в партитуре может меняться).
Наиболее известное использование инструмента — в заглавной песне игры Grand Theft Auto: San Andreas (2004).